# Droga krajowa B324 (Niemcy)
Droga krajowa 324 (Bundesstraße 324, B 324) – niemiecka droga krajowa przebiegająca na osi wschód - zachód i jest połączeniem drogi B27 i B62 z Bad Hersfeld z autostradą A7 na węźle Bad Hersfeld-West w Hesji.